# Ex Machina (fumetto)
Ex Machina è una serie a fumetti americana creata da Brian K. Vaughan e Tony Harris, e pubblicato nel 2004 dalla WildStorm concludendosi nel mese di agosto 2010 con il numero cinquanta.
La serie racconta la vita di Mitchell Hundred, primo e unico supereroe del mondo (con l'identità di Grande Macchina), che, a seguito delle sue azioni eroiche dell'11 settembre, viene eletto sindaco di New York. La storia è ambientata durante il periodo di carica di Hundred, ed è intrecciata con flashback del suo passato, come supereroe.

## Significato e tematiche
Il titolo del fumetto deriva dalla frase latina Deus ex machina, ed è anche un riferimento al nome da supereroe di Mitchell, la Grande Macchina. Nel primo numero, Mitchell spiega che ha scelto il nome di "Grande Macchina" (Great Machine) sulla base di una citazione di Thomas Jefferson sulla società. Di conseguenza, uno dei temi ricorrenti della serie è la tendenza dei cittadini a fare troppo affidamento sul loro governo e costantemente aspettare che esso li salvi.

## Personaggi
- Mitchell Hundred: sindaco di New York ed ex supereroe. Originariamente era un ingegnere civile (i suoi colleghi dicevano che nessuno ne sapeva più di lui sul Ponte di Brooklyn). Venne cresciuto da una madre single molto politicizzata. Questo, e il suo essere un lettore appassionato di fumetti, ha ispirato le sue scelte di vita. In seguito all'esplosione da uno strano dispositivo trovato in acqua ai piedi del ponte di Brooklyn, Hundred si è ritrovato con il viso permanentemente sfregiato (ha marcature sul lato sinistro del viso e del corpo che ricordano un circuito elettrico), e ha sviluppato la capacità di comunicare con i dispositivi meccanici ed elettronici (questo include molte cose, dalle pistole, ai telefoni cellulari, alle auto, ma non funziona con dispositivi semplici come arco e frecce), che utilizza per diventare il primo supereroe del mondo con il nome di Grande Macchina. Durante la crisi dell'11 settembre riesce a sventare, in parte, l'attentato alle Torri Gemelle, salvandone una. Grazie alla popolarità ottenuta, riesce a farsi eleggere sindaco di New York.
- Ivan "Kremlin" Tereshkov: Un immigrato russo amico della famiglia Hundred. Fa il meccanico a Coney Island ed è stato come un mentore per Mitchell, spingendolo a indossare il costume di Grande Macchina. Kremlin non è contento che Mitchell abbia abbandonato la sua carriera di supereroe per esercitare il ruolo di sindaco. Anche se deluso dall'Unione Sovietica, crede ancora nel sogno del comunismo. Kremlin ritiene che diventare la Grande Macchina fosse lo scopo cosmico di Mitchell, e sta segretamente lavorando per garantire che non sia rieletto.
- Rick Bradbury: il migliore amico di Mitchell nonché suo capo della sicurezza. In passato è stato testimone dell'incidente che ha dato a Mitchell le sue incredibili capacità e, con Kremlin, lo ha assistito nella sua carriera di combattente del crimine.
- Dave Wylie: il vice sindaco di Mitchell Hundred. Quando era solo un semplice consigliere decise di appoggiare la candidatura di Hundred a sindaco.
- Journal Moore: ex stagista del Municipio poi promossa da Hundred a "Consigliere speciale per gli affari giovanili". Durante una manifestazione contro la guerra rimane vittima di un attentato terroristico.
- Commissario Angotti: capo della polizia di New York. In passato si opponeva all'operato della Grande Macchina ritenendo che fosse d'intralcio alle forze dell'ordine ufficiali.
- Jack Pherson: la nemesi di Mitchell Hundred come Grande Macchina. Pherson è un tecnico del suono che cerca di scoprire il segreto del potere della Grande Macchina in modo da poter fare soldi da esso. Cattura un suono di Mitchell in azione, e lo studia attentamente per determinare la fonte del potere della "voce" della Grande Macchina. Dopo che Pherson ha sentito il suo pappagallo africano grigio, ripetere la frase registrata (frequenza e timbro duplicati in un modo che l'attrezzatura audio di Pherson non può), ottiene la capacità di ascoltare e parlare con gli animali. Intraprende una crociata per i diritti degli animali estremisti. Muore dopo che Hundred riesce a rivoltare i suoi poteri contro di lui.
- January Moore: la sorella di Journal. Dopo la morte di quest'ultima, diventa una stagista per l'ufficio di Hundred su invito di Wylie. In realtà lavora insieme a Kremlin per sovvertire l'amministrazione di Hundred e assicurare che la sua rielezione fallisca.

## Pubblicazione italiana
In Italia, Ex Machina è stato prima pubblicato da Magic Press Edizioni in 10 volumi brossurati. Successivamente i diritti della serie sono stati acquisiti da RW Edizioni, che ha cominciato a ripubblicare la serie da giugno 2013 in volumetti spillati uguali al formato originale americano. La pubblicazione si è, tuttavia, interrotta con il numero 11, senza alcuna spiegazione.
| Vol. | Titolo                                  | materiale raccolto                                            |
| ---- | --------------------------------------- | ------------------------------------------------------------- |
| 1    | Ex Machina: 100 di questi strani giorni | Ex Machina nn. 1-5                                            |
| 2    | Ex Machina: Il marchio                  | Ex Machina nn. 6-10                                           |
| 3    | Ex Machina: Fatti contro finzioni       | Ex Machina nn. 11-16                                          |
| 4    | Ex Machina: Una marcia per la guerra    | Ex Machina nn. 17-20 e Ex Machina Special nn. 1-2             |
| 5    | Ex Machina: Fuma che ti passa           | Ex Machina nn. 21-25                                          |
| 6    | Ex Machina: Blackout                    | Ex Machina nn. 26-29 e Ex Machina: Inside the Machine nn. 1-5 |
| 7    | Ex Machina: Ex Cathedra                 | Ex Machina nn. 30-34                                          |
| 8    | Ex Machina: Trucchi sporchi             | Ex Machina nn. 35-39 e Ex Machina Special n. 3                |
| 9    | Ex Machina: Fuori il vecchio            | Ex Machina nn. 40-44 e Ex Machina Special n. 4                |
| 10   | Ex Machina: Termine del mandato         | Ex Machina nn. 45-50                                          |

## Premi
Nel 2005 Ex Machina ha vinto un Eisner Award per la Miglior serie nuova .